# John Travolta
John Joseph Travolta (ur. 18 lutego 1954 w Englewood) – amerykański aktor i producent filmowy, piosenkarz i artysta estradowy. Status światowej gwiazdy filmowej zyskał dzięki występom w filmach: Gorączka sobotniej nocy, Pulp Fiction i Grease. Dwukrotnie nominowany do Oscara.
W 1985 otrzymał własną gwiazdę w Alei Gwiazd w Los Angeles znajdującą się przy 6901 Hollywood Boulevard.

## Życiorys
Urodził się 18 lutego 1954 w Englewood w stanie New Jersey w rodzinie rzymskokatolickiej jako najmłodsze z sześciorga dzieci Salvatore J. Travolty (ur. 27 listopada 1912 w Brooklynie, zm. 18 maja 1995 w Englewood), półprofesjonalnego gracza futbolu amerykańskiego, i Helen Cecilii Travolty (z domu Burke; ur. 18 stycznia 1912 w New Jersey, zm. w grudniu 1978 w hrabstwie Santa Barbara), nauczycielki dramatu i wokalistki radiowego zespołu „Sunshine Sisters”. Jego ojciec był pochodzenia włoskiego, a jego matka była pochodzenia irlandzkiego. Ma piątkę starszego rodzeństwa; siostry: Ellen (ur. 6 października 1940), Ann i Margaret, oraz braci: Josepha „Joeya” (ur. 14 października 1950) i Sama. Był wychowany w wierze rzymskokatolickiej, ale w 1975 przystąpił do kościoła scjentologicznego.

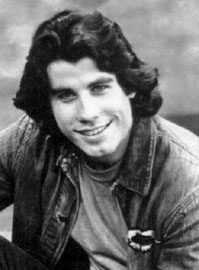
Travolta (1976)

Na scenie zadebiutował rolą w przedstawieniu Who’ll Save the Plowboy?. Uczęszczał do szkoły aktorskiej w Nowym Jorku, gdzie uczył się śpiewu, tańca i aktorstwa. W wieku 16 lat wystąpił w musicalu Bye Bye Birdie. Uczył się w Dwight Morrow High School, ale porzucił szkołę średnią po pierwszej klasie i przeprowadził się w poprzek Hudson do Nowego Jorku, by znaleźć pracę. Brał udział w reklamach telewizyjnych. Dostał rolę na Broadwayu w Over Here! i zaśpiewał piosenkę „Dream Drummin” napisaną przez braci Sherman. Nagrywał także w lokalnych studiach, ale jego piosenki nie znalazły uznania i zostawały szybko zapomniane. W końcu przeprowadził się do Los Angeles, by rozwinąć karierę w show-biznesie.

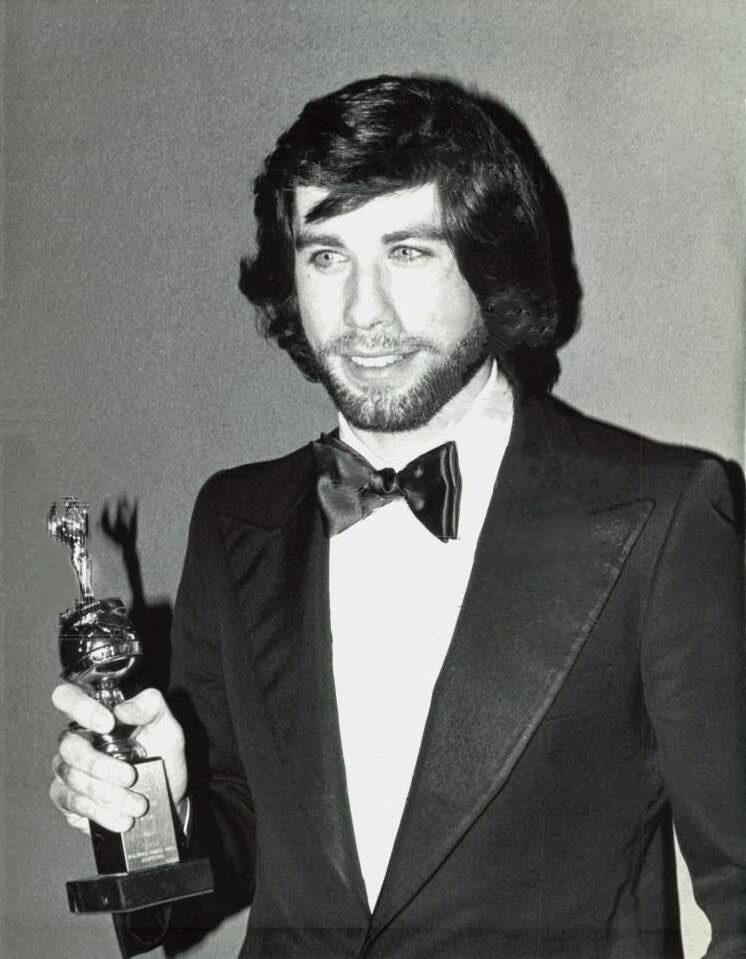
Travolta (1979)

Jako aktor zadebiutował we wrześniu 1972 rolą ofiary w serialu NBC Emergency. Na dużym ekranie zagrał rolę Billy’ego Nolana w horrorze Briana De Palmy Carrie (1976) ze Sissy Spacek. Dostał też rolę Vinniego Barbarina w sitcomie ABC Welcome Back, Kotter (1975–1979). W lipcu 1976 jego muzyczny przebój „Let Her In” znalazł się na 10. miejscu na liście Billboard Hot 100. Za rolę Tonego Manero w dramacie Johna Badhama Gorączka sobotniej nocy (1977) otrzymał National Board of Review Award oraz nominację do Oscara dla najlepszego aktora pierwszoplanowego i Złotego Globu dla najlepszego aktora w filmie komediowym lub musicalu. Sławę przyniosła mu także rola Daniela „Danny’ego” Zuko w musicalu Grease (1978), za którą na 36. ceremonii wręczenia Złotych Globów otrzymał Złoty Glob dla Ulubieńców Światowego Filmu i drugą w karierze nominację do nagrody dla najlepszego aktora w komedii lub musicalu. 

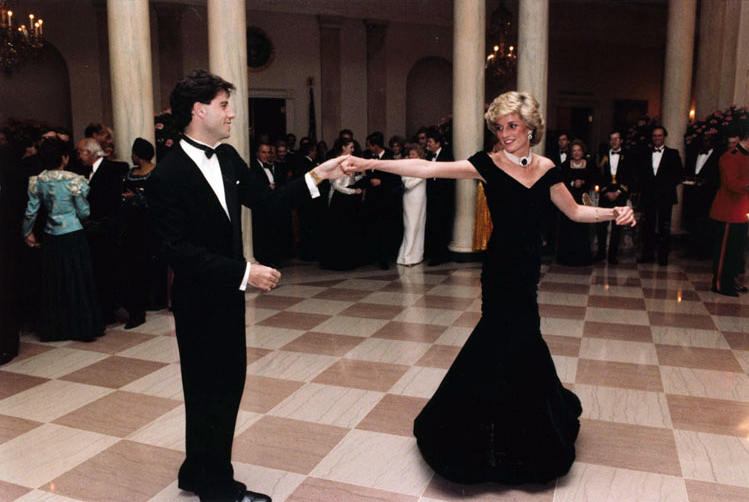
Travolta i Diana, księżna Walii (1985)

Zagrał w westernie Miejski kowboj (1980) z Debrą Winger. Jego kolejne filmy okazywały się niepowodzeniami – Pozostać żywym (1983; kontynuacja Gorączki sobotniej nocy), W swoim rodzaju (1983; komedia romantyczna z Olivią Newton-John) i Być doskonałym (1985) poniosły komercyjne porażki. W listopadzie 1985 wziął udział w kolacji inauguracyjnej w Białym Domu, podczas której zatańczył z Dianą, księżną Walii; nazajutrz zdjęcia pary ukazały się w międzynarodowej prasie.
Po serii niepowodzeń, jakie odnotowały filmy z jego udziałem w latach 80., zagrał w kasowym filmie I kto to mówi (1989). Za rolę Vincenta Vegi w filmie Quentina Tarantino Pulp Fiction (1994) otrzymał drugą w karierze nominację do Oscara.
Jego zdjęcia zostały umieszczone na okładkach magazynów: „Harper’s Bazaar”, „Entertainment Weekly”, „McCall’s”, „Rolling Stone”, „Vanity Fair”, „People”, „After Dark”, „Time”, „Esquire”, „Bravo”, „Playgirl”, „InStyle”, „GQ”, „TV Guide”, „Interview”, „Tele Tydzień” i „The Hollywood Reporter”.

## Życie prywatne
5 września 1991 ożenił się z aktorką Kelly Preston (zm. 12 lipca 2020). Mieli córkę Ellę Bleu (ur. 3 kwietnia 2000) i synów: Benjamina (ur. 2010) oraz Jetta (ur. 13 kwietnia 1992, zm. 2 stycznia 2009 w wyniku uderzenia głową w wannę podczas ataku epilepsji). Jett zmagał się z chorobą Kawasakiego.
Od dziecka był fascynatem lotnictwa, posiada licencję pilota i jest właścicielem czterech samolotów. Gdy nocą 24 listopada 1992 pilotował samolot Gulfstream N728T (później przerejestrowany na N492JT) wraz ze swoją rodziną, awarii uległ generator elektryczny w samolocie, na skutek czego Travolta musiał awaryjnie lądować, kierując się tylko kompasem magnetycznym i światłami miejskimi Waszyngtonu – podczas tego lądowania o mało nie doszło do czołowej kolizji w powietrzu z Boeingiem 727. Był posiadaczem Boeinga 707–138 pochodzącego z floty Qantas. W maju 2017 podarował go organizacji HARS zajmującej się restauracją historycznych samolotów związanych z Australią.

## Filmografia

### Aktor

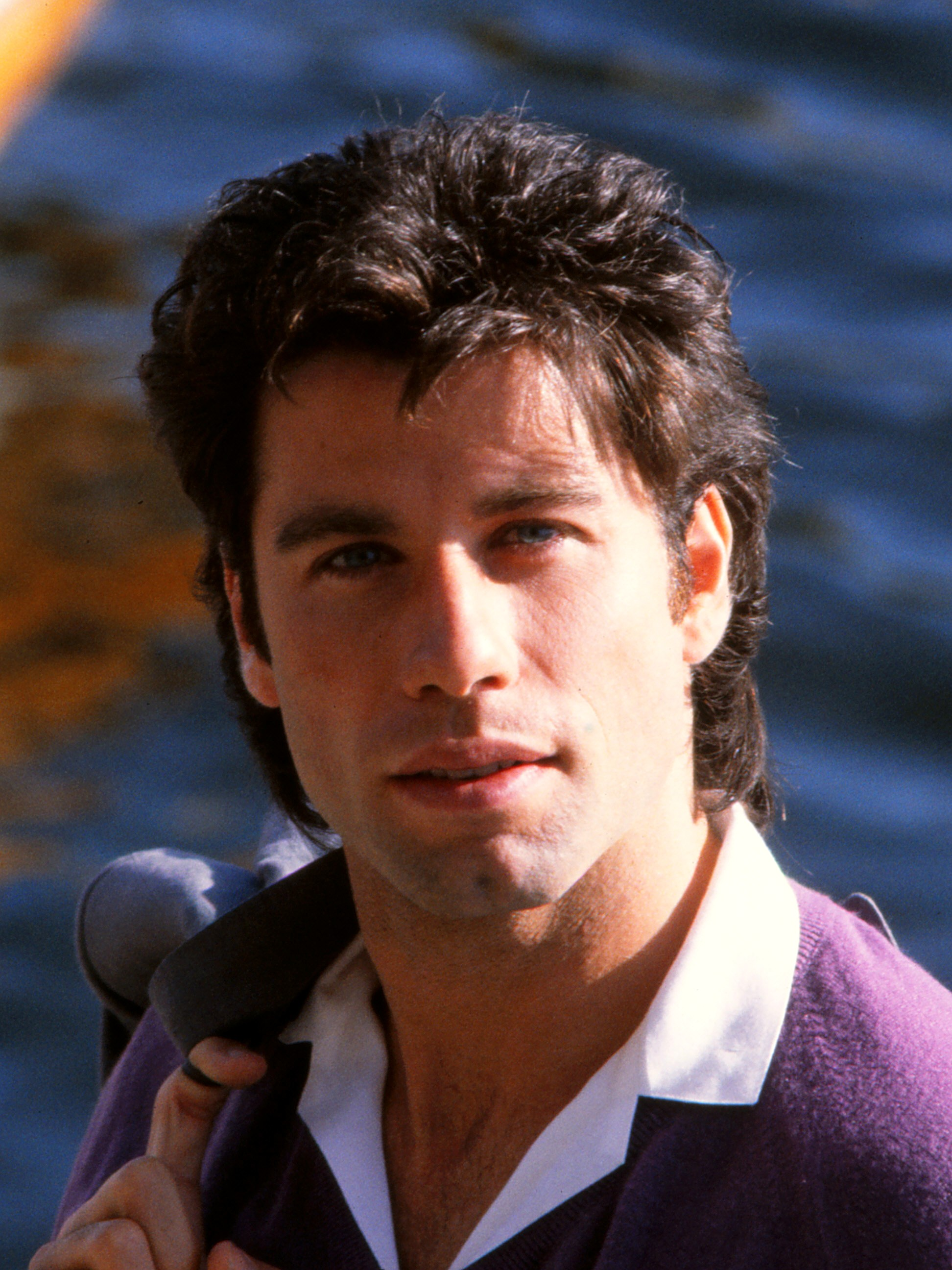
Travolta (1983)

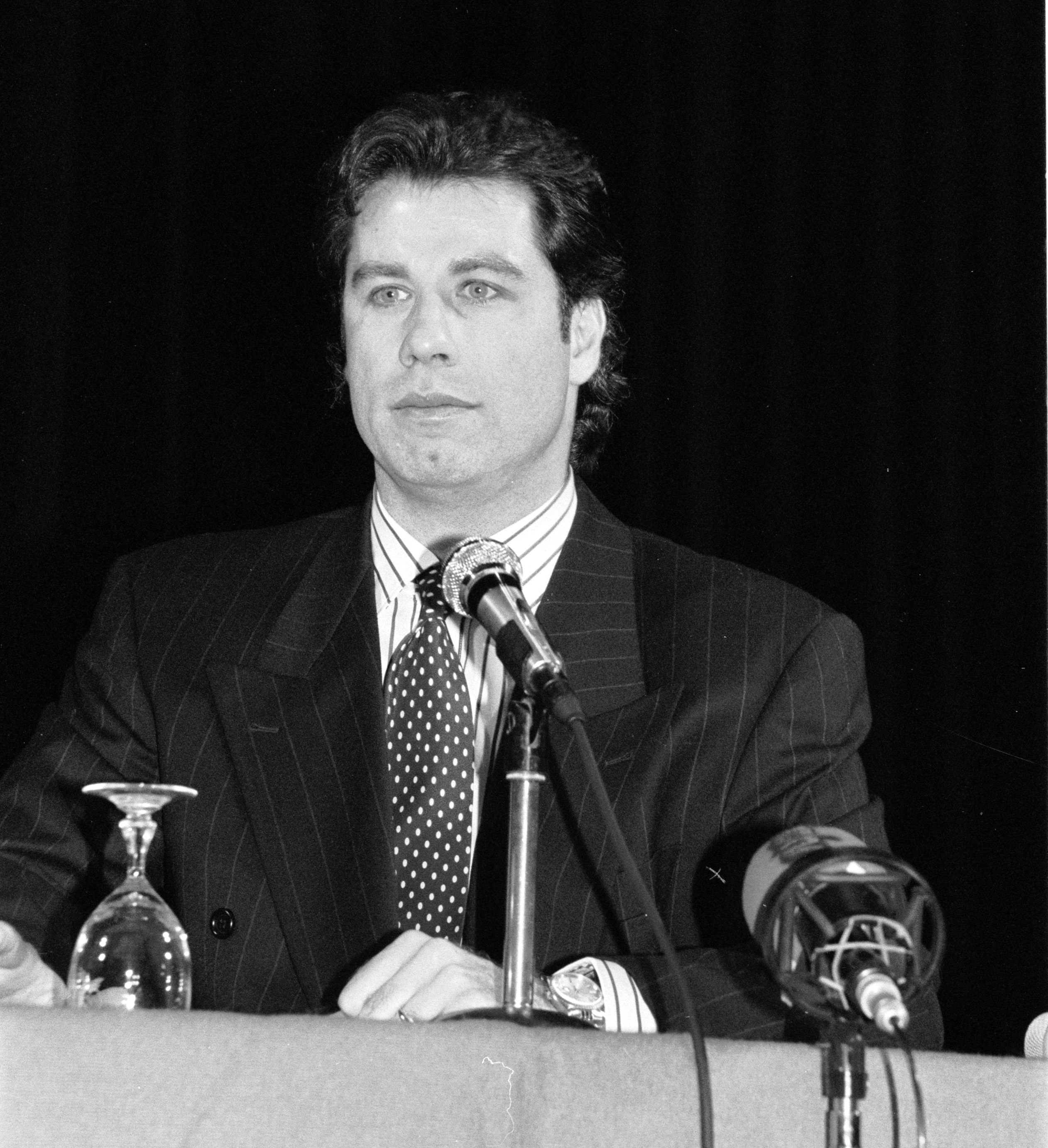
Travolta (1991)

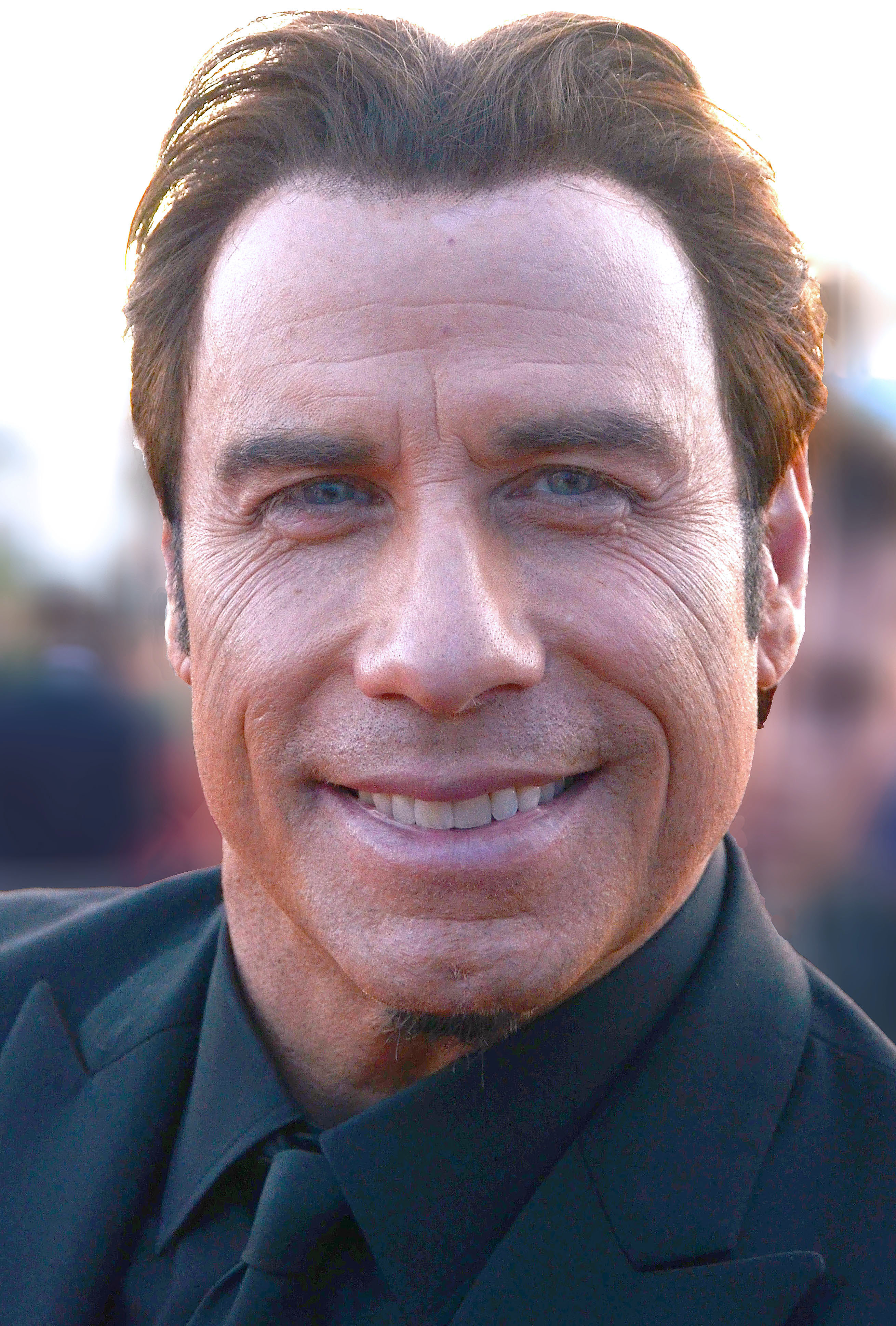
Travolta (2013)

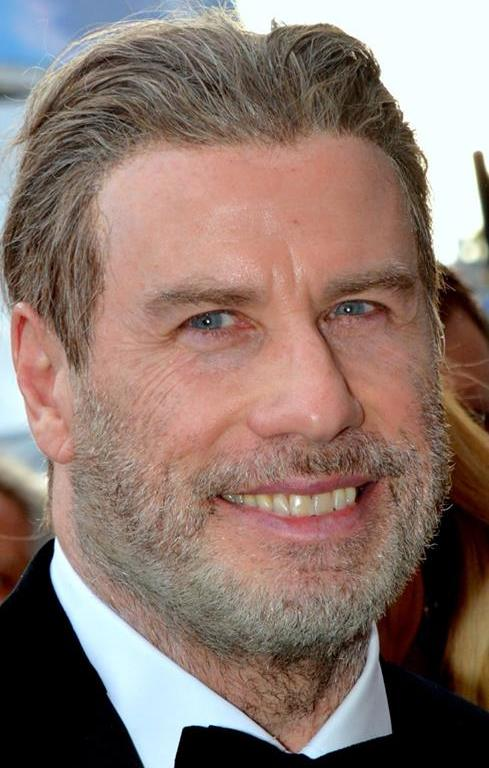
Travolta (2018)

- Nightmare (1974) jako Mężczyzna przed sklepem
- Diabelski deszcz (The Devil’s Rain, 1975) jako Danny
- Welcome Back, Kotter (1975–1979) jako Vinnie Barbarino
- Tenth Level, The (1976)
- The Boy in the Plastic Bubble (1976) jako Tod Lubitch
- Mr. T and Tina (1976) jako Vinnie Barbarino
- Carrie (1976) jako Billy Nolan
- Gorączka sobotniej nocy (Saturday Night Fever, 1977) jako Tony Manero
- Chwila za chwilą (Moment by Moment, 1978) jako Strip
- Grease (1978) jako Danny Zuko
- Miejski kowboj (Urban Cowboy, 1980) jako „Bud”
- Wybuch (Blow Out, 1981) jako Jack
- Pozostać żywym (1983) jako Tony Manero
- W swoim rodzaju (Two of a Kind, 1983) jako Zack Melon
- Być doskonałym (Perfect, 1985) jako Adam Lawrence
- That’s Dancing! (1985) jako tancerz
- The Dumb Waiter (1987) jako Ben
- Basements (1987) jako Ben
- The Experts (1989) jako Travis
- I kto to mówi (Look Who’s Talking, 1989) jako James Ubriacco
- Twist of Fate (1989)
- I kto to mówi 2 (Look Who’s Talking Too, 1990) jako James Ubriacco
- Magia muzyki (Shout, 1991) jako Jack Cabe
- Łańcuchy złota (Chains of Gold, 1991) jako Scott Barnes
- Opiekun (Eyes of an Angel, 1991) jako Bobby
- Borys i Natasza (Boris and Natasha, 1992) jako on sam
- I kto to mówi 3 (Look Who’s Talking Now, 1993) jako James Ubriacco
- Pulp Fiction (1994) jako Vincent Vega
- Dorwać małego (Get Shorty, 1995) jako Chili Palmer
- Brzemię białego człowieka (White Man’s Burden, 1995) jako Louis Pinnock
- Tajna broń (Broken Arrow, 1996) jako Vic Deakins
- Michael (1996) jako Michael
- Fenomen (Phenomenon, 1996) jako George Malley
- Miejski obłęd (Mad City, 1997) jako Sam Baily
- Jak jej nie kochać (She’s so lovely, 1997) jako Joey
- Bez twarzy (Face/Off, 1997) jako Sean Archer
- You’re Still Not Fooling Anybody (1997) jako Vincent Vega
- Barwy kampanii (Primary Colors, 1998) jako Gubernator Jack Stanton
- Cienka czerwona linia (The Thin Red Line, 1998) jako generał Quintard
- Adwokat (A Civil Action, 1998) jako Jan Schlichtmann
- Córka generała (General’s Daughter, 1999) jako oficer Paul Brenner
- Forever Hollywood (1999) jako on sam
- Nasz przyjaciel, Martin (Our Friend, Martin, 1999) jako ojciec Kyla (głos)
- Numer stulecia (Lucky Numbers, 2000) jako Russ Richards
- Bitwa o Ziemię (Battlefield Earth: A Saga of the Year 3000, 2000) jako Terl, szef bezpieczeństwa
- Kod dostępu (Swordfish, 2001) jako Gabriel Shear
- Teren prywatny (Domestic Disturbance, 2001) jako Frank Morrison
- Austin Powers i Złoty Członek (Austin Powers in Goldmember, 2002) jako on sam
- Sekcja 8. (Basic, 2003) jako Hardy
- Punisher (The Punisher, 2004) jako Howard Saint
- Płonąca pułapka (Ladder 49, 2004) jako kapitan Kennedy
- Lokatorka (A Love Song for Bobby Long, 2004) jako Bobby Lang
- Wspaniałe pustkowie. Spacer po Księżycu 3D (Magnificent Desolation: Walking on the Moon 3D, 2005) jako Jim Irwin (głos)
- Be Cool (2005) jako Chili Palmer
- Samotne serca (Lonely Hearts, 2006) jako Elmer C. Robinson
- 2004: A Light Knight’s Odyssey (2006) jako Dave (głos)
- Gang dzikich wieprzy (Wild Hogs, 2007)
- Lakier do włosów (Hairspray, 2007) jako Edna Turnblad
- Piorun (The Bolt, 2008) jako Bolt (głos)
- Metro strachu (The Taking of Pelham 123, 2009) jako Bernard Ryder
- Stare wygi (Old Dogs, 2009) jako Charlie
- Pozdrowienia z Paryża (From Paris with love, 2010) jako Wax
- For Love of Liberty: The Story of America’s Black Patriots (2010, głos)
- Savages: Ponad bezprawiem (Savages, 2012) jako agent Dennis
- Sezon na zabijanie (Killing Season, 2013) jako Emil Kovač
- Fałszerz (The Forger, 2014) jako Raymond J. Cutter
- Gummy Bear The Movie (2014) jako Gummy Bear (głos)
- Burza (Life on the Line, 2015) jako Beau
- Ryzykowny układ (Criminal Activities, 2015) jako Eddie
- Gotti: In the Shadow of My Father (2015) jako John Gotti Sr.
- Dolina przemocy (In a Valley of Violence, 2016) jako szeryf
- Jestem zemstą (I Am Wrath, 2016) jako Stanley Hill
- American Crime Story (2016) jako Robert Shapiro
- The Life and Death of John Gotti (2017) jako John Gotti
- Szybki jak śmierć (Speed Kills, 2018) jako Ben Aronoff
- Fanatyk (The Fanatic, 2019) jako Moose
- Zatruta róża (The Poison Rose, 2019) jako Carson Philips
- Na zakręcie (Trading Paint, 2019) jako Sam Munroe
- Die Hart (2020) jako Ron Wilcox
- Pasterz (The Shepherd 2023) jako John Kavanaugh

### Scenarzysta
- Łańcuchy złota (Chains of Gold, 1991)

### Producent
- Jak jej nie kochać (She’s so lovely, 1997)
- Bitwa o Ziemię (Battlefield Earth: A Saga of the Year 3000, 2000)
- Ryzykowny układ (Criminal Activities, 2015)
- American Crime Story (2016)

### Aktor gościnnie
- Owen Marshall: Counselor at Law (1971–1974)
- Emergency! (1972–1977) jako Chuck Benson (1972)

## Nagrody
| Rok  | Nagroda                                            | Kategoria                                          | Film                                        |
| ---- | -------------------------------------------------- | -------------------------------------------------- | ------------------------------------------- |
| 1978 | Złote Jabłko                                       | Gwiazda roku                                       | –                                           |
| 1978 | Bravo Otto                                         | Najlepszy aktor                                    | –                                           |
| 1979 | Złoty Glob                                         | Ulubiony światowy aktor filmowy                    | –                                           |
| 1979 | Bravo Otto                                         | Najlepszy aktor                                    | –                                           |
| 1993 | Bravo Otto                                         | Najlepszy aktor                                    | –                                           |
| 1994 | Międzynarodowy Festiwal Filmowy w Sztokholmie      | Najlepszy aktor                                    | Pulp Fiction (1994)                         |
| 1995 | David di Donatello                                 | Najlepszy aktor zagraniczny                        | Pulp Fiction (1994)                         |
| 1995 | MTV Movie Award                                    | Najlepsza sekwencja taneczna z Umą Thurman         | Pulp Fiction (1994)                         |
| 1996 | Złoty Glob                                         | Najlepszy aktor w filmie komediowym lub musicalu   | Dorwać małego (1995)                        |
| 1998 | MTV Movie Award                                    | Najlepszy duet ekranowy z Nicolasem Cage           | Bez twarzy (1997)                           |
| 1998 | Złote Jabłko                                       | Gwiazda roku                                       | –                                           |
| 1999 | Nagroda Satelita                                   | Najlepsza obsada filmowa                           | Cienka czerwona linia (1998)                |
| 2001 | Złota Malina                                       | Najgorszy aktor                                    | Bitwa o Ziemię (2000) Numer stulecia (2000) |
| 2001 | Złota Malina                                       | Najgorsza ekranowa para / duet filmowy             | Bitwa o Ziemię (2000)                       |
| 2001 | Złota Malina                                       | Najgorszy obraz                                    | Bitwa o Ziemię (2000)                       |
| 2012 | Międzynarodowy Festiwal Filmowy w San Sebastián    | Nagroda za całokształt twórczości                  | –                                           |
| 2013 | Międzynarodowy Festiwal Filmowy w Karlowych Warach | Nagroda specjalna za wybitny wkład w światowe kino | –                                           |
| 2020 | Złota Malina                                       | Najgorszy aktor                                    | Fanatyk (2019) Na zakręcie (2019)           |